# Mikołaj Lanckoroński z Brzezia
Mikołaj Lanckoroński z Brzezia der Wappengemeinschaft Zadora († 1462) war ein polnischer Ritter, Marschall der Krone und Starost und einer der Anführer der polnischen Hussiten. 

## Leben
Mikołaj Lanckoroński stammte aus Brzezie in Kleinpolen. Er war ein Sohn von Zbigniew z Brzezia. Früh kam er an den königlichen Hof von Władysław II. Jagiełło. 1428 nahm er an dem Kriegszug gegen Nowgorod teil. Nach dem Tod des Königs ging er zu den Polnischen Hussiten unter Spytko von Mahlstein über und unterzeichnete 1439 die Konföderation von Korczyn. Seit 1440 bekleidete er das Amt des Marschalls der Krone. Er war Vater von Stanisław Lanckoroński.